# 오구라 다카후미
오구라 다카후미(일본어: 小倉 隆史, 1973년 7월 6일 ~ )는 일본의 전 축구 선수이다.

## 구단 경력
1992년 J1리그의 나고야 그램퍼스 에이트에 입단했다. 1993년부터 1994년까지 엑셀시오르에서 뛰었다. 1999년까지 나고야 그램퍼스 에이트에서 90경기에 출전하여, 21득점을 넣었다. 1995년에 천황배 우승을 차지했다. 2000년부터 2002년까지 제프 유나이티드 이치하라, 베르디 가와사키, 콘사돌레 삿포로에서 뛰었다. 2003년 J2리그의 방포레 고후로 이적했다. 2005년후 현역 은퇴.

## 국가대표팀 경력
그는 1994년 기린컵에 참가할 일본 국가대표팀에 발탁되었으며, 5월 22일 오스트레일리아와의 경기에서 데뷔했다. 1994년 아시안 게임에도 출전했다. 그는 국제 A매치 통산 5경기에 출전, 1득점을 넣었다.

## 통계
| 일본 | 일본 | 일본 |
| 연도 | 출전 | 득점 |
| ---- | ---- | ---- |
| 1994 | 5    | 1    |
| 통산 | 5    | 1    |